# Rise of the Legend
Pour plus de détails, voir Fiche technique et Distribution.
Rise of the Legend (黃飛鴻之英雄有夢, Huang feihong zhi yingxiong you meng) est un film d'arts martiaux sino-hongkongais réalisé par Roy Chow et sortie en 2014.
Il raconte un épisode de la vie de Wong Fei-hung à Canton durant l'affrontement de deux bandes rivales.

## Synopsis
En 1868, durant la dynastie Qing, à Canton, deux factions criminelles dirigent le port de Huangpu : celle du tigre noir et celle de la mer du Nord. Depuis des années, le redoutable chef du Tigre Noir, Lei Gong (Sammo Hung), tente de se débarrasser du chef de la mer du Nord. L'une de ses dernières recrues est Wong Fei-hung (Eddie Peng), un combattant intrépide qui défait le chef de la mer du Nord après un combat acharné. Reconnaissant le talent de Fei-Hung, Lei Gong fait du jeune guerrier son filleul et l'un de ses quatre tigres, les hommes les plus fiables de la faction.

## Fiche technique
- Titre original : 黃飛鴻之英雄有夢
- Titre international : Rise of the Legend
- Réalisation : Roy Chow
- Scénario : Christine To
- Photographie : Ng Man-ching
- Montage : Cheung Ka-fai (en) et Tang Man-to
- Musique : Shigeru Umebayashi
- Production : William Kong, Sammo Hung, Ivy Ho (en) et Liu Erdong
- Sociétés de production : Edko Films, Irresistible Films, Universal Pictures, VFX Nova Digital Productions et BDI Films
- Sociétés de distribution : Edko Films (Hong Kong) et Universal Pictures (Monde)
- Pays d’origine :  Hong Kong et  Chine
- Langue originale : cantonais
- Format : couleur
- Genres : film d'arts martiaux
- Durée : 131 minutes
- Date de sortie :
  -  Malaisie : 20 novembre 2014
  -  Chine : 21 novembre 2014
  -  Hong Kong et  Singapour : 27 novembre 2014
  -  Corée du Sud : 10 septembre 2015

## Distribution
- Sammo Hung : Maître Lui, le chef du tigre noir
- Eddie Peng : Wong Fei-hung
- Angelababy : Xiao Hua, une courtisane
- Wang Luodan (en) : Chun, une amie d'enfance de Wong Fei-Hung
- Jing Boran : Fiery, un ami d'enfance de Wong Fei-Hung
- Zhang Jin : Wu Long
- Wong Cho-lam (en) : Grandes dents, un ami de Wong Fei-hung
- Qin Junjie (en) : Foon
- Jack Feng : Le chef de la mer du Nord
- Byron Mann : Corbeau noir, l'un des quatre tigres du tigre noir
- Gao Taiyu : Wing
- Tony Leung Ka-fai : Wong Kei-ying, le père de Wong Fei-hung

## Production
Le 13 août 2013, il est annoncé qu'Edko Films, Irresistible Delta et BDI Films collaboreront sur un film d'action basé sur une histoire de la vie du légendaire maître d'arts martiaux Wong Fei-hung. Les producteurs sont William Kong, Liu Erdong et Ivy Ho (en), tandis que la réalisation est confiée à Roy Chow sur un script de Christine To. Le 12 juin 2014, il est annoncé que Universal Pictures International a acquis les droits internationaux du films, dont l'Amérique du Nord, et qu'Edko Films garde les droits pour l'Asie. Il est également annoncé que le film est déjà en post-production, et qu'Universal l'avait co-produit avec Edko Films et Irresistible Films.
Le tournage principal commence le 20 août 2013 en Chine.